# Zmarli w roku 1841
Lista osób zmarłych w 1841:

## styczeń 1841
- 15 stycznia – Friedrich Parrot, niemiecki przyrodnik, badacz i wspinacz[1]

## kwiecień 1841
- 4 kwietnia – William Henry Harrison, dziewiąty prezydent USA[2]
- 28 kwietnia – Piotr Chanel, francuski marysta, misjonarz, męczennik, święty katolicki[3]
- 29 kwietnia – Antoni Kim Sŏng-u, koreański męczennik, święty katolicki[4]

## maj 1841
- 20 maja – José María Blanco White, hiszpański poeta, dziennikarz i teolog[5]
- 21 maja – Julian Ursyn Niemcewicz, polski dramaturg, powieściopisarz, poeta i pamiętnikarz[6]

## czerwiec 1841
- 1 czerwca – Nicolas Appert, francuski wynalazca, który wynalazł sposób konserwowania i przechowywania żywności w puszkach[7]

## lipiec 1841
- 7 lipca – Karol Levittoux, polski działacz niepodległościowy[8]
- 12 lipca – Agnieszka Lê Thị Thành, wietnamska męczennica, święta katolicka[9]
- 18 lipca – Jozef Dekret-Matejovie, słowacki leśnik[10]
- 27 lipca – Michaił Lermontow (ros. Михаил Юрьевич Лермонтов), rosyjski pisarz, prozaik, dramaturg[11]

## październik 1841
- 9 października – Karl Friedrich Schinkel, niemiecki architekt, urbanista, projektant i malarz[12]